# Gambo Brook
Der Gambo Brook ist ein Zufluss der Freshwater Bay im Nordosten der Insel Neufundland in der kanadischen Provinz Neufundland und Labrador.

## Flusslauf
Der Gambo Brook bildet den Abfluss des 148 m hoch gelegenen Sees Gambo Pond. Er fließt vom nordöstlichen Ende des langgestreckten Sees über eine Strecke von 4,5 km nach Norden zum Kopfende der Freshwater Bay. Der Trans-Canada Highway (Route 1) überquert den Fluss 500 m nördlich des Gambo Pond. Etwa 1,3 km oberhalb der Mündung überquert eine stillgelegte Eisenbahnlinie (T'Railway) den Gambo Brook. Entlang dem westlichen Flussufer erstreckt sich Gambo South, eine Siedlung, die zur weiter nördlich gelegenen Gemeinde Gambo gehört. Das Einzugsgebiet des Gambo Brook umfasst etwa 1080 km².